# Basílica de Sant Ambròs
La basílica de Sant Ambròs (en italià: Basilica di Sant'Ambrogio) és una de les esglésies més antigues de Milà, dedicada al bisbe sant Ambròs. Representa un monument de l'arquitectura paleocristiana i medieval i com a part de la història de la ciutat.

## Història
Edificada entre l'any 379 i el 386 per voluntat del bisbe de Milà, sant Ambròs, va ser construïda en una zona on s'havia sepultat anteriorment a cristians martiritzats durant les persecucions romanes. Per aquest motiu va ser dedicada als màrtirs i es va anomenar Basilica Martyrum: el mateix Ambrò volia posar en ella totes les relíquies dels màrtirs Sàtir, Víctor, Nabor, Vidal, Fèlix, Valèria, Gervasi i Protasi. També Ambròs va ser enterrat en aquesta església que, a partir d'aleshores i en el seu honor, porta el seu nom.
Al segle ix, el bisbe Angiberto II (824-860) va portar a terme importants modificacions. Va fer afegir l'absis, precedit per una volta de canó, i el va decorar amb un gran mosaic, el Redemptor en el tron entre els màrtirs Protasi i Gervasi, amb els arcàngels Miquel i Gabriel, unit a dos episodis de la vida de sant Ambròs.
Al baldaquí paleocristià se li van afegir quatre timpans decorats amb estucs al segle x. Sota el baldaquí es va col·locar l'altar de sant Ambròs, obra mestra de l'orfebreria carolíngia en or, plata, pedres precioses i esmalts.
La basílica va adquirir el seu aspecte definitiu entre 1088 i 1099 quan, per iniciativa del bisbe Anselm, es va reconstruir segons els esquemes de l'arquitectura romànica. Es van mantenir les tres naus sense creuer i els seus tres absis corresponents, a més a més d'un quadripòrtic.

## Arquitectura

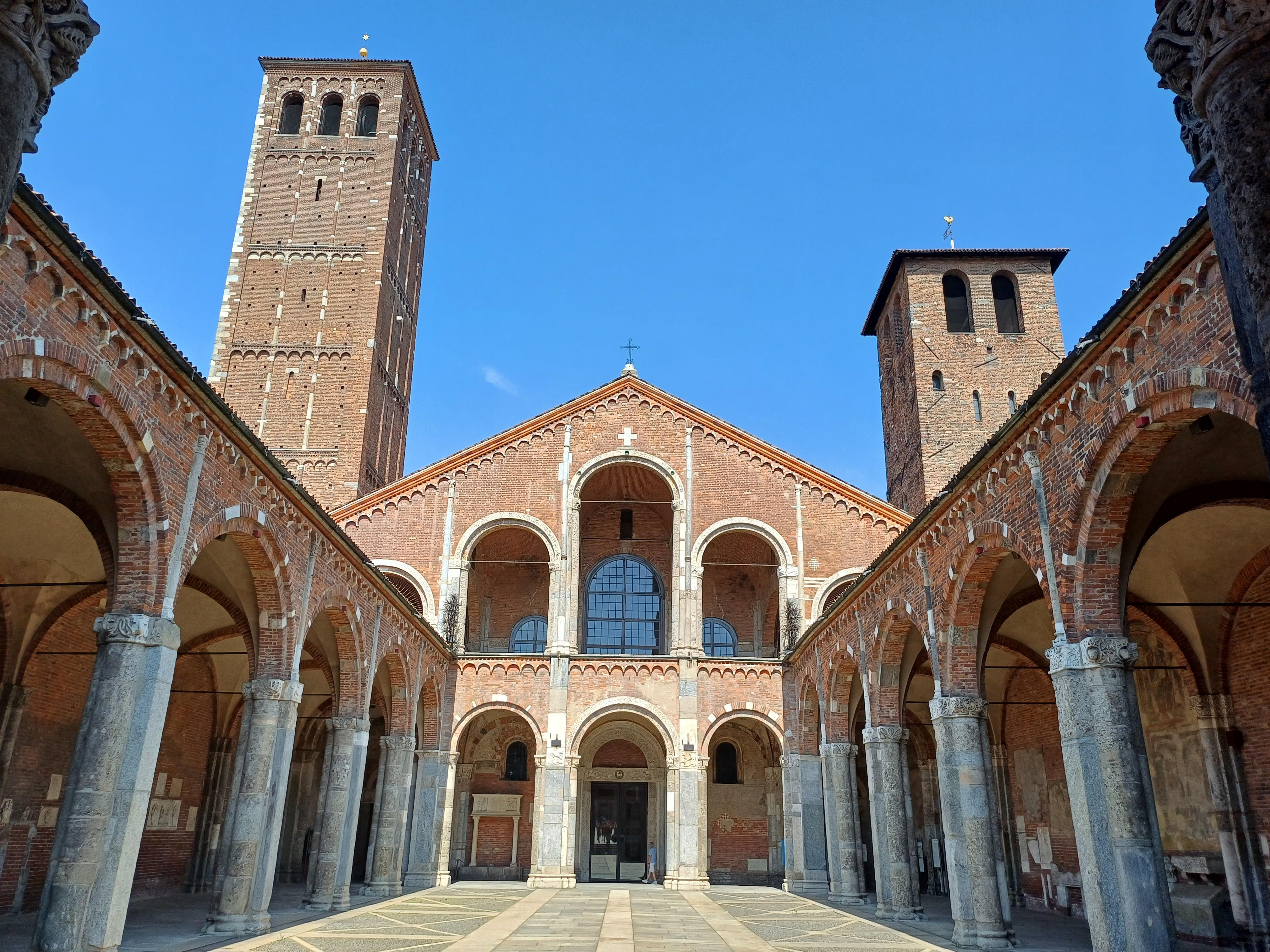
El cuadripòrtic i la façana

El material de construcció emprat és principalment maons de diversos colors, pedra i guix blanc, de provinença local. Amb els mateixos materials es van realitzar els edificis de l'entorn. La renúncia a emprar materials més preciosos portats de l'Orient es deu a la sensibilitat del temps, que ja no pensa en la matèria oposada a l'esperit.
Pel que fa a l'església original, la nova hereta escrupolosament la planta: tres naus, absis i quadripòrtic. La planta interna de la basílica és longitudinal i té les mateixes dimensions del pòrtic -si s'exclouen de les mides els absis-.
La façana és llarga i baixa, típica també de les altres edificacions de camp; la seva forma expressa l'afecció a la terra que tant influeix en la concepció que fonamenta el projecte de l'església. Presenta dues lògies sobreposades. La inferior té tres arcs iguals i s'uneix amb el perímetre intern del pòrtic. Tanmateix, la superior té cinc arcs que augmenten en altura seguint el traç dels pendents. Té també bandes llombardes.

### Interior
L'interior va ser estructurat segons estils transalpins, amb l'ús de la volta de creueria. Les voltes de les naus laterals, amb intercolumnis de dimensions iguals a la meitat del costat d'un intercolumni de la nau central, reposen en pilars més petits i sostenen els matroneus. Aquests últims ocupen tot l'espai disponible per al claristori.

### El quadripòrtic

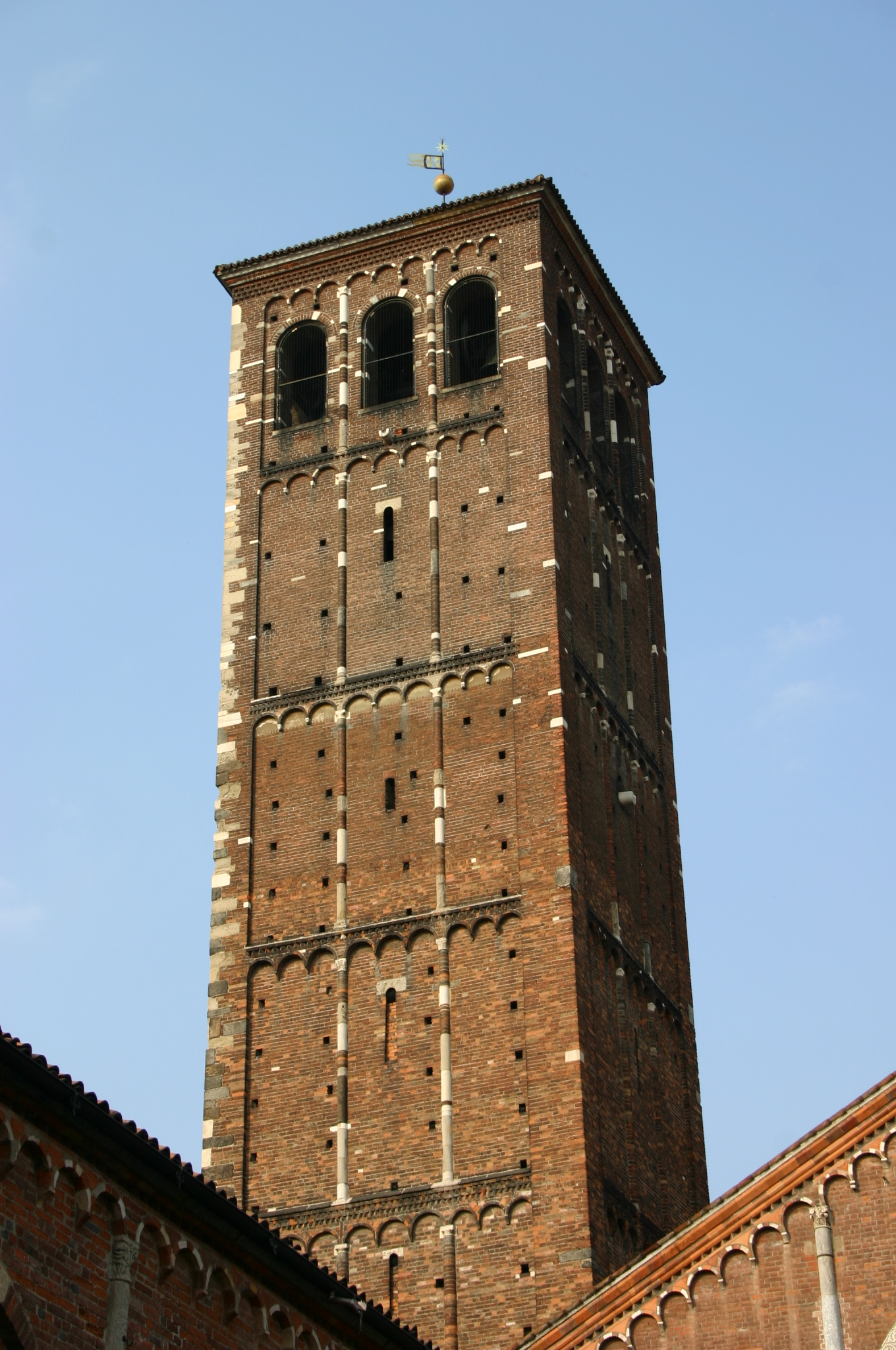
El campanar dels canonges

El quadripòrtic tenia la funció de recollir els grups de catecúmens al costat de l'església. Tanmateix, des d'inicis del segle xi, amb el costum del baptisme de nens, per la qual cosa el quadripòrtic va perdre la seva funció original. En assumir un rol nou, va acabar per emprar-se com a lloc descobert per a reunions. Des de la lògia superior de la façana el bisbe dona la seva benedicció als ciutadans.
El pòrtic està delimitat per quatre murs -d'aquí el nom-. A l'interior té arcs sostinguts per pilars envoltats de semicolumnes. Totes les parts del pòrtic es distingeixen gràcies a la coloració d'elles. Les cornises estan sostingudes per bandes llombardes anàlogues a les de la façana.

### Els campanars
El campanar de la dreta, nomenat «dels monjos», està datat del segle viii i té l'aspecte auster típic de les torres de defensa. El de l'esquerra, nomenat «dels canonges», és més alt i està datat del 1144. La seva ideació es pot atribuir, amb tota probabilitat al mateix arquitecte que va dissenyar la basílica, ja que reprèn en vertical els mateixos conceptes del quadripòrtic. Els últims dos pisos van ser afegits el 1889. Els campanars són també mostra de la influència d'estils de més enllà dels Alps.